# Quận Emery, Utah
Quận Emery là một quận thuộc tiểu bang Utah, Hoa Kỳ. Quận lỵ đóng ở , Utah6. Quận được đặt tên theo. Dân số theo điều tra năm 2015 của Cục điều tra dân số Hoa Kỳ là 10370 người.

## Địa lý
Theo Cục điều tra dân số Hoa Kỳ, quận này có diện tích 11,582 km2, trong đó có 25 km2 là diện tích mặt nước.